# 103P/Hartley
Hartley 2 (officiell beteckning 103P/Hartley) är en liten periodiskt återkommande komet som upptäcktes den 15 mars 1986 av Malcolm Hartley vid Schmidt Telescope Unit vid Siding Spring-observatoriet, Australien. Kometen har en kort period på 6,46 år och dess diameter är beräknad till mellan 1,2-1,6 km. Hartley 2 nåddes den 4 november 2010 av rymdsonden Deep Impact som passerade på ett avstånd av 700 km och bland annat tog bilder på kometen.

## Karakteristika
Observationer vid Spitzer Space Telescope i augusti 2008 visade att kometkärnan har en radie på 0,57 ± 0,08 km och en låg albedo på 0,028.  Kometens massa antas vara ungefär 3 × 1011 kg (300 miljoner ton). Som alla andra kometer som passerar de inre delarna av solsystemet förlorar Hartley 2 stora mängder massa vid varje passage på grund av strålning från solen. Om den inte bryts isär tidigare antas den överleva ytterligare 100 varv runt solen (cirka 700 år) med nuvarande massförlust.

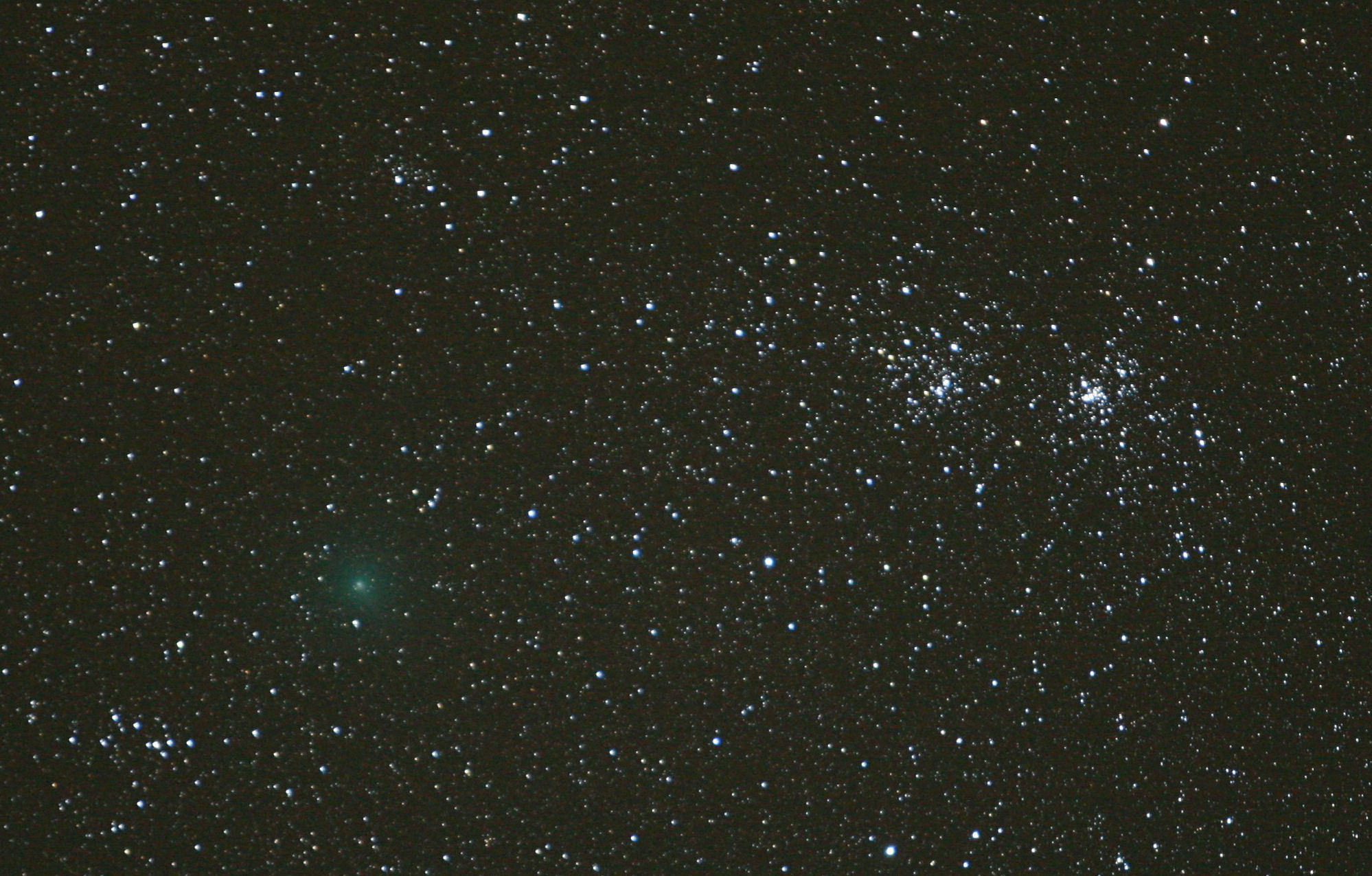
103P med dubbelt kluster i Perseus den 9 oktober 2010.

Radarobservationer vid Arecibo Observatory har visat att kometkärnan är avlång och roterar ett varv runt sin egen axel på 18 timmar. Projektledaren för EPOXI beskriver dess form som "en korsning mellan en bowlingkägla och en saltgurka".
Trots sin närhet till jordens omloppsbana är inte kometen en känd källa till meteorregn. Detta kan dock ändras. Partiklar från de senare passagerna rör sig in och ut ur jordens omloppsbana och resterna från kometens passage 1979 beräknas träffa jorden 2062 och 2068.

## Passagen 2010

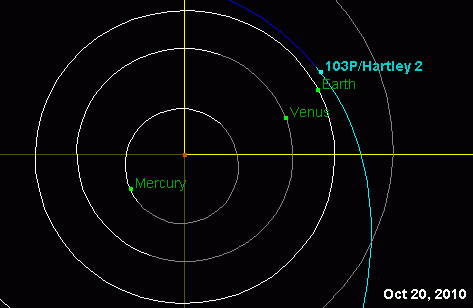
Hartley 2 0,12AU från jorden, 20 oktober 2010.

Kometen passerade inom 0,12 AU från jorden den 20 oktober 2010, bara åtta dagar innan perihelium (när kometen var närmast solen) den 28 oktober 2010.

## Deep Impact
Huvudartikel: Deep Impact (rymdsond)
Deep Impact, som tidigare fotograferat kometen Tempel 1, återanvändes för att studera Hartley 2. Först var det meningen att Deep Impact skulle studera Boethins komet. Dock har denna inte observerats sedan 1986 och omloppsbanan kunde inte räknas ut med den precision som krävs för en förbiflygning. NASA valde då att rikta Deep Impact mot Hartley 2 istället.